# Walter Müller (Jurist, 1889)
Walter Müller (geboren 25. April 1889 in Poppelsdorf; gestorben 1976) war ein deutscher Jurist und Kölner Landgerichtspräsident in der Zeit des Nationalsozialismus.

## Leben

### Studium und juristische Tätigkeit bis 1933
Walter Müller stammte aus einer Juristenfamilie. Sein Vater Ottomar Müller war Oberlandesgerichtsrat am Oberlandesgericht Köln und 1907 Reichstagsabgeordneter der Freisinnigen Volkspartei, er erzog seine sechs Kinder in nationalem und auf Gehorsam ausgerichteten Geist. Müller besuchte das Kölner Apostelgymnasium und studierte Jura in Tübingen, Berlin und Bonn. Er schloss sich der Tübinger Studentenverbindung Borussia an. Seine Studienleistungen waren allerdings nur mäßig, das Examen 1911 bestand er, bei der Wiederholung, nur knapp. Er war 1911 Einjährig-Freiwilliger, begann das juristische Referendariat, nahm aber von 1914 bis 1918 als Soldat am Ersten Weltkrieg teil. Er wurde im Range eines Oberleutnants entlassen und arbeitete von 1920 bis 1928 als Staatsanwalt am Landgericht Köln. Anschließend wurde er Richter am Amtsgericht Köln, wobei er keine besonderen Beurteilungen erhielt. Müller kompensierte sein mangelndes Fachwissen mit soldatischem Auftreten.
Müller betätigte sich im Kyffhäuserbund, war Mitglied im Korps der Bückeburger Jäger und hatte ein Ehrenamt im Volksbund Deutsche Kriegsgräberfürsorge. Er wollte 1929 der NSDAP beitreten, wurde aber vom Kölner NSDAP-Führer Josef Grohé davon abgehalten, um seine Beamtenstellung nicht zu gefährden. Er war aber als juristischer Berater mit der Partei verbunden.

### Präsident des Landgerichts Köln während des Nationalsozialismus
Nach der Machtübergabe an die Nationalsozialisten trat Müller zum 1. Mai 1933 der NSDAP bei (Mitgliedsnummer 2.100.502) und wurde am 1. Dezember 1933 (fast gegen seinen Willen) zum Nachfolger des frühpensionierten Alfred Kuttenkeuler zum Landgerichtspräsidenten ernannt. Er war damit Vorgesetzter von 900 Beschäftigten, davon 130 bis 150 Richtern. Er war Mitglied der Gauführung des NSRB und, zumindest formell, Hauptstellenleiter im Gaurechtsamt der Gauleitung Köln, was ihn zum Tragen einer Uniform berechtigte.
Nachdem das in seiner Zuständigkeit stehende Sondergericht Köln 1936 wegen angeblich zu milder Urteile von der Partei gerügt worden war, wandte er sich persönlich an die Richter des Sondergerichts, um sie zu einer härteren Gangart anzuhalten. So rügte er während des Krieges einen Amtsgerichtsrat wegen eines zu milden Urteils im Falle einer Deutschen, die einem Kriegsgefangenen ein (rationiertes) Butterbrot gegeben hatte, und stellte die Maxime auf: „Ein Butterbrot – ein Jahr Gefängnis, ein Kuss – zwei Jahre Gefängnis, Geschlechtsverkehr – Kopf ab“.

### Strafverfolgung nach 1945
Bei Kriegsende wurde Müller von einem Landgerichtsrat beschuldigt, in die Rechtspflege eingegriffen zu haben, und am 25. April 1945 vom amerikanischen Militär verhaftet. Er wurde dann von der britischen Besatzungsmacht übernommen, drei Monate im „Klingelpütz“ in Einzelhaft gehalten und danach in das Internierungslager Recklinghausen-Hillerheide überstellt, aus dem er im Oktober 1946 entlassen wurde. Das Spruchkammerverfahren wurde wegen der nun aufgenommenen gerichtlichen Verfolgung ausgesetzt. Er wurde 1948 wegen Verbrechen gegen die Menschlichkeit und wegen Rechtsbeugung vor dem Landgericht Bonn angeklagt.
Konkret wurde Müller vorgeworfen, er habe Richter des Sondergerichts Köln während laufender Verfahren bedrängt, härtere Strafen, vor allem die Todesstrafe, zu verhängen. Während des Verfahrens gegen einen jüdischen Textilkaufmann und andere Angeklagte wegen Kriegswirtschaftsverbrechen soll er von den Beisitzern mit den Worten: „Was Sie auch immer einwenden mögen – hier gibt es keine Diskussion – die Rübe muss herunter, der Gauleiter will es“, mehrere Todesurteile gefordert haben. Dem Bonner Schwurgericht fehlte jedoch der Nachweis, dass Müller die Richter vorsätzlich und auch gegen ihre Überzeugung habe gefügig machen wollen. Auch sei ungewiss gewesen, wen die geforderte Todesstrafe treffen sollte. Auf Revision der Staatsanwaltschaft hob der Oberste Gerichtshof für die Britische Zone das Urteil am 10. Mai 1949 auf und erinnerte daran, dass bei einer Verleitung zur Rechtsbeugung nicht der Nachweis geführt werden müsse, dass ein Richter dazu gebracht werden sollte, gegen seine Überzeugung zu handeln. Bereits der Hinweis, der Gauleiter erwarte eine abgetrennte „Rübe“, sei ein eindeutiger Fall, dass Müller die Richter dazu habe bringen wollen, sich von gesetzlich unzulässigen Erwägungen leiten zu lassen. Das Landgericht Bonn verurteilte Müller daraufhin am 14. März 1950 in diesem Fall zu einem Jahr Zuchthaus. In anderen Fällen sah das Gericht die vielen Todesurteile des Sondergerichts Köln dadurch begründet, dass die angesprochenen Richter allein ihren eigenen Überzeugungen gefolgt seien.
Gegen das Urteil legten sowohl Müller als auch die Staatsanwaltschaft Revision ein. Der Bundesgerichtshof hob wegen eines Formfehlers bei der Bestellung der Geschworenen die Verurteilung auf, bestätigte aber die Freisprüche in den anderen Fällen. Das Landgericht Bonn sprach Müller schließlich am 17. Juni 1953 mangels Beweisen hinsichtlich des inneren Tatbestandes frei, denn es erklärte den Ausspruch, „Die Rübe muß herunter,“ für nicht glaubwürdig. Es bescheinigte Müller, als eine „gerade, aufrechte, soldatische und kameradschaftliche Natur, als Mensch und als Richter ohne besonderes Feingefühl“ zu erscheinen. Mit seiner geringeren juristischen Bildung habe er lediglich versucht, „die ihm untergebenen Richter in ihrer Überzeugungs- und Gewissensbildung für die Aufgaben des Krieges zu ‚härten‘, damit sie aus der gewonnenen Härte gewissenstreu und zugleich hart urteilten.“ Es begründete seinen Freispruch, so der ehemalige Richter am Oberlandesgericht Helmut Kramer, insofern mit Müllers „notorisch geringer fachlicher Qualifikation und politischen Verblendung.“